# 한예린
한예린(1994년 11월 26일 ~ )은 대한민국의 배우이다. 
- 제1회 예쁜 어린이 선발대회에 입선한 것을 계기로 연예계에 데뷔하였다.

## 학력
- 상일초등학교
- 부명중학교

## 연기 활동

### 드라마
- 2001년 MBC 주말연속극 《그 여자네 집》
- 2001년 MBC 단막극 《MBC 베스트극장 - 크리스마스에게 보내는 편지》
- 2001년 KBS 1TV TV소설《새엄마》 ... 김우인 역
- 2002년 MBC 단막극 《MBC 베스트극장 - 붕어빵을 굽도다...천국에서》
- 2002년 KBS 2TV 단막극 《드라마시티 - 팬티 모델》
- 2002년 KBS 2TV 미니시리즈 《천국의 아이들》
- 2003년 MBC 주말연속극 《회전목마》 ... 어린 성진교 역(수애 아역)
- 2003년 KBS 2TV 단막극 《드라마시티 - 나에겐 외계인 친구가 있다》 ... 아름 역
- 2004년 SBS 추석특집극 《4명의 웬수들》 ... 김별이 역
- 2006년 KBS 2TV 주말연속극 《소문난 칠공주》 ... 소라 역
- 2006년 KBS 2TV 월화미니시리즈 《안녕하세요 하느님》 ... 수정 역
- 2006년 MBC 단막극 《MBC 베스트극장 - 돌아온 철사장》 ... 해송 역

### 영화
- 2003년 《별》 ... 소하 역
- 2004년 《페이스》 ... 이진 역
- 2005년 《초승달과 밤배》 ... 옥이 역
- 2005년 《소년, 천국에 가다》 ... 천사 소녀 역
- 2006년 《예의없는 것들》 ... 어부 딸 역
- 2007년 《궁녀》 ... 숙영 역
- 2010년 《카페 느와르》 ... 원피스 소녀 역
- 2011년 《Mr. 아이돌》 ... 고삐리 2 역

## 사건
- 중학교 시절이던 2008년 8월 동급생에 대한 폭행 사건에 적극적으로 가담했던 사실이 밝혀졌다.
- 2008년 7월 7일 오후 4시경 7명의 학교 친구들과 함께 같은 반 여학생 2명을 3시간 동안 폭행했는데 피해를 입은 여학생 2명은 뇌진탕과 다발성 좌상 등 전치 4주의 상해를 입었다고 한다.[1]